# Hans Albrecht Bethe
Hans Albrecht Bethe (Strasbourg, 1906. július 2. – Ithaca, New York, 2005. március 6.) német–amerikai Nobel-díjas fizikus. A Fizikai Nobel-díjat 1967-ben kapta a csillagok energiatermelésével kapcsolatos felfedezéseiért.
A második világháború alatt az atombomba előállítását végző titkos Manhattan terv alatt az ő csoportja számolta ki, hogy mekkora az urán-235 kritikus tömege, aminek a hasadása elegendő a bomba robbanásához.
Fontos szerepe volt a hidrogénbomba kifejlesztésében is az 1950-es években. Később Albert Einsteinnel együtt lépett fel a kísérleti atomrobbantások és a fegyverkezési verseny ellen. Részben ő vette rá 1963-ban a Fehér Házat a légköri kísérleti atomrobbantásokat tiltó szerződés, majd a fegyverzetcsökkentést szolgáló SALT–1 szerződés aláírására 1972-ben.
Élete végéig kutató munkát folytatott és rengeteg tudományos cikket publikált. Azon kevés tudósokhoz tartozik, akik minden évtizedben publikáltak legalább egy jelentős munkát, Bethe esetében ez majdnem 70 évet jelentett.

## Élete

### Korai évek
Bethe 1906. július 2-án született Strasbourgban, ami akkoriban még Németországhoz tartozott. Szülei Anna Bethe és Albrecht Bethe. Édesanyja zsidó volt, de Hans protestáns neveltetést kapott, akárcsak édesapja. Erősen vallásos környezetben nőtt fel, később magát mégis ateistának vallotta.
Miután édesapja Kielben vállalt munkát, 1912-ben elköltöztek Strasbourgból. Először otthoni taníttatásban részesült, majd később a Goethe Gimnáziumban tanult tovább. 1916-ban tuberkulózis miatt szüneteltetnie kellett tanulmányait.
1924-ben felvételt nyert a Frankfurti Egyetemre, ahol kémiát kezdett el tanulni. Nem igazán találta számára megfelelőnek a Frankfurti Egyetemen való tanulást, így két év után a Müncheni Egyetemen folytatta tovább tanulmányait, itt jött rá arra, hogy a fizika érdekli őt igazán.
1928-ban ledoktorált, a kristályokban történő elektronok diffrakciója volt tézisének témája. 1930-ban, a Rockefeller Alapítványon keresztül, Bethe egy félévet a Cambridge-i Egyetemen töltött el, ahol Ralph Fowler felügyelete alatt végzett kutatómunkát. A következő félévet Rómában töltötte, Enrico Fermi laboratóriumában. Nagyban befolyásolta őt és munkáit Fermi egyszerűsége és Arnold Sommerfield szigora.

## Korai munkássága
1932-ben a Tübingeni Egyetemen, mint tanársegéd végzett munkát, azonban nem sok idő múlva, zsidó háttere miatt kirúgták az egyetemről. 1933 nyarát leginkább azzal töltötte, hogy segített zsidó kollégáinak és diákoknak elhelyezkedni.
1933-ban egy lektori állást ajánlottak fel neki a Manchesteri Egyetemen, így otthagyta Németországot és Angliába költözött. Egy Rudolph Peierls nevezetű, szintén német származású munkatársával lakott, így volt valaki, akivel anyanyelvén is tudott beszélni. Ugyanebben az évben, a Cornell Egyetemnek szüksége volt egy új elméleti fizikusra, és a legmegfelelőbbnek Bethét találták. Ő azonban nem tudta elfogadni ezt az ajánlatot, mivel már elígérkezett egy félévre a Bristoli Egyetemre, de a Cornell beleegyezett abba, hogy munkáját csak 1935 tavaszán kezdje meg náluk.
Bethe jelentősen hozzájárult a kvantummechanika és a kvantum-elektrodinamika fejlődéséhez. Közreműködött a magerők megértésében, és foglalkozott az energiatermelés általános kérdéseivel. A magfizika területén végzett munkája tette a Manhattan terv egyik legfontosabb közreműködőjévé. 1943 és 1946 között ő volt ott az elméleti fizikai részleg vezetője. Nevéhez fűződik a Bethe-rács fogalmának bevezetése is (1935).
Hans Bethe részt vett az elektronok anyagban történő lefékeződését leíró elmélet kidolgozásában (Bethe–Bloch-formula, 1934) és fontos szerepe volt a csillagbelsők magfizikai folyamatainak feltárásában (Bethe–Weizsäcker-ciklus).
Emellett Hans Bethe adta az első magyarázatot a hidrogén spektrumvonalainak Lamb-eltolódására. Haláláig aktív maradt a tudományos életben. Az utolsó (99.) életévében is lelkesedéssel foglalkozott a szupernóvák nehéz matematikájával.

## Az Egyesült Államokban
Bethe 1935 februárjában érkezett meg az Amerikai Egyesült Államokba, ahol csatlakozott a Cornell Egyetem fizika karához. Roswell Clifton Gibbs, a fizika kar vezetője befolyásálására, Bethe figyelmét a nukleáris fizika felé fordította. Hans rengeteg meghívást kapott más észak-amerikai egyetemektől, de Gibbs maradásra bírta őt, mivel egy állandó professzori állást biztosított Bethenek. 

Robert Bacher és Stanley Livingston közreműködésével egy három cikkből álló sorozatot publikáltak, amely mindent tartalmazott a nukleáris fizikáról, amit addig tudni lehetett. Ezt a sorozatot „Bethe Bibliájá”-nak is nevezik. Bethe egy állandó professzori állási ajánlatot kapott az Illinois-i Egyetemtől, de visszautasította ezt, mert a Cornell 6000 dolláros havi fizetést biztosított számára. Ezek után egy levelet írt édesanyjának:
A vezető elméleti fizikus vagyok Amerikában. Ez nem jelenti azt, hogy a legjobb. Wigner biztosan jobb, és Oppenheimer és Teller valószínűleg ugyanolyan jók. De én több mindent csinálok, és többet beszélek, és ez számít.
1938-ban meghívást kapott a március 17-én, Washingtonban megrendezésre kerülő éves Elméleti Fizikusok Konferenciájára. Bethe először elutasította a meghívást, mert nem tartotta számára érdekesnek a konferencia témáját – „A csillagok energiájának képződése” – de Teller Edének sikerült meggyőznie és megjelent Washingtonban. A konferencia során Bengt Strömgren részletesen elmondta, amit a Nap hőmérsékletéről, sűrűségéről és kémiai felépítéséről tudni lehetett, és arra kérte az ottlévőket, hogy magyarázzák meg ezeket. A konferencia végére Berthe, Charles Critchfielddel együtt dolgozva, egy nukleáris láncreakció segítségével megmagyarázta, hogy hogyan világít a Nap:
| 2 1D  | + | p     | → | 3 2He   | + | γ   |
| 3 2He | + | 3 2He | → | 4 2He   | + | 2 p |
| 3 2He | + | 4 2He | → | 7 4Be   | + | γ   |
| 7 4Be | + | e−    | → | 7 3Li   | + | ν e |
| 7 3Li | + | p     | → | 2 4 2He |   |     |

## Manhattan Projekt
A második világháború kezdetekor Bethe fontosnak tartotta, hogy ő is részt vehessen a különböző állami projektekben, azonban ezt nem tehette meg, mivel nem volt amerikai állampolgársága. Miután megkapta az állampolgárságot, elsőként a radar továbbfejlesztésével foglalkozott.
1942 nyarán több olyan találkozón vett részt, melyek témája az atombomba volt. Rájöttek, hogy a legmegfelelőbb anyag az atombombához az urán-235 és a plutónium-239. „A fissziós bombának el kellett készülnie, mivel a németek már valószínűleg dolgoztak rajta.” – mondta később Bethe.
Miután Oppenheimer azt a feladatot kapta, hogy hozzon létre egy titkos fegyvertervező laboratóriumot, Los Alamost, Bethet az elméleti részleg vezetőjének nevezte ki, a laboratórium legkisebb, de legtekintélyesebb részlegének élére. Ezt a pozíciót azonban Teller Ede és Felix Bloch is el akarta foglalni. Emiatt nézeteltérések alakultak ki Teller és Bethe között, aminek következtében Teller csapata közvetlenül Oppenheimer felügyelete alá került.
Bethe munkája Los Alamosban magába foglalta az urán-235 kritikus tömegének és hatékonyságának a kiszámítását. 1944 augusztusa után a laboratóriumot átformálták és arra a feladatra koncentráltak, hogy hogyan lehet beindítani a plutóniumbomba láncreakcióját. A bombát 1945. július 16-án próbálták ki Új-Mexikóban, és sikeresnek bizonyult. Bethet leginkább az foglalkoztatta, hogy a Manhattan Projekt sikeresnek bizonyult, és nem tartotta fontosnak, hogy egy ilyen méretű bomba mekkora kárt tehet.

## Hidrogénbomba
Bethe nagyban ellenezte a hidrogénbomba kifejlesztését, de miután az Egyesült Államok akkori elnöke, Harry Truman bejelentette, hogy egy ilyen program kezdetét veszi és közben kitört a koreai háború is, Bethe csatlakozott a projekthez. Fontos szerepet játszott a fegyver megalkotásában, de mindvégig abban reménykedett, hogy lehetetlen lesz kivitelezni a hidrogénbombát. Később, 1968-ban megválaszolta, hogy miért is segített egy olyan projektben, amelyet az elején ellenzett:
Pár hónappal előtte kitört a koreai háború, és most először láttam közvetlen konfrontációt a kommunistákkal. Túlságosan nyugtalanító volt. Úgy nézett ki, hogy forrósodik a helyzet a hidegháborúban. Tudtam, hogy meg kell változtatnom előzőleg felállított álláspontomat. Hogyha én nem dolgozok a bombán, majd másvalaki fog. Szóval beleegyeztem a hidrogénbomba kifejlesztésébe. Eléggé logikusnak tűnt. De néha azt kívánom bár egy kiegyensúlyozottabb idealista lennék.
A projektben elfoglalt saját szerepéről, és arról, hogy kinek milyen szerepe volt a bomba kifejlesztésében, ezt nyilatkozta:
Miután a hidrogénbomba kész volt, a riporterek Teller Edét nevezték a H-bomba atyjának. A történelem javát szolgálva, úgy gondolom pontosabb azt mondani, hogy Ulam az atyja, mivel ő ültette el a magot, és Teller az anya, mert ő maradt a gyerek mellett. Ami engem illet, azt hiszem, én vagyok a bába.

## Magánélete
Bethe hobbijai közé tartozott bélyeggyűjteményének a bővítése. Szerette szabadidejét a természetben tölteni, lelkes túrázó volt egész életében, felfedezve az Alpok és a Sziklás-hegység által nyújtott csodálatos világot. Otthonában halt meg, a New York állami Ithacában, szívelégtelenségben 2005. március 6-án. Felesége és két gyereke gyászolja őt.

## Díjak és kitüntetések
Bethe számtalan kitüntetést és díjat kapott élete során. 1947-ben az Amerikai Tudományos Akadémia Henry Draper Éremmel tüntette ki. 1955-ben megkapta a  Max Planck Érmet, majd 1959-ben a Franklin Érmet. 1961-ben a Királyi Csillagászati Társaság az Eddington Éremmel jutalmazta. 1963-ban a Rumford Díjat tudhatta magáénak, majd 1967-ben Fizikai Nobel-díjat kapott. 1975-ben a Nemzeti Tudományos Éremmel bővült gyűjteménye, 2001-ben pedig a Bruce Éremmel. Élete utolsó kitüntetését halála évében kapta, 2005-ben, a Benjamin Franklin Érmet a tudományokban elért kíváló eredményeiért.

### Magyarul
- H. H. Arnold–Hans Bethe–Niels Bohr: Egy világ vagy egy se; ford. M. Zemplén Jolán; Franklin, Bp., 1947 (A Búvár könyvei)
- Németh Judit: Hans A. Bethe, a magfizika és a nukleáris asztrofizika egyik szülőatyja – Szubjektív megemlékezés, Fizikai Szemle, 2006/7.
- A német uránprogram – Bethe hozzászólásával, Fizikai Szemle, 2000/10.
- Hans Bethe: Az elárult szerződés, Fizikai Szemle, 2000/10.
- H. A. Bethe: A csillagok energiatermelése, Fizikai Szemle, 1975/41

### Angolul
- Hans Bethe Archiválva 2004. szeptember 1-i dátummal a Wayback Machine-ben Nobel-előadás
- Hans Bethe World of Science-on, cikkeinek bő listájával
- Hans Bethe Britannica Nobel Prizes-on
- Hans Bethe három előadása
- https://www.britannica.com/biography/Hans-Bethe
- https://www.nobelprize.org/prizes/physics/1967/bethe/biographical/